# Walter Winterbottom
Sir Walter Winterbottom CBE (ur. 31 stycznia 1913 w Oldham, zm. 16 lutego 2002 w Guildford) – angielski piłkarz i trener piłkarski.

## Kariera piłkarska
Występował na pozycji defensywnego pomocnika. Reprezentował barwy Manchesteru United. Jego karierę przerwał uraz kręgosłupa. Nigdy nie zagrał w meczu dorosłej reprezentacji, był rezerwowym w spotkaniu ze Szkocją, które odbyło się 10 października 1942.

## Kariera trenerska
W 1946 został trenerem odpowiedzialnym za przygotowanie i grę reprezentacji Anglii, a rok później jej selekcjonerem. W pierwszym meczu pod jego wodzą, 28 września 1946 Anglia zwyciężyła z Irlandią Północną 7:2. Trenował kadrę przez szesnaście lat, czterokrotnie wprowadził ją do finałów mistrzostw świata. Z funkcji zrezygnował w 1962, a po raz ostatni poprowadził reprezentację 21 listopada w wygranym 4:0 spotkaniu z Walią.
Został odznaczony Orderami Imperium Brytyjskiego: CBE za wkład w rozwój piłki nożnej (1963) i OBE za wkład w rozwój sportu (1972). W 2005 otrzymał miejsce w Galerii Sław Angielskiego Futbolu.
Zmarł w wieku 88 lat w Royal Surrey County Hospital w Guildford.